# بوقية حرمونية
البوقية الحرمونية (باللاتينية: Fritillaria hermonis) نوع نباتي ينتمي إلى جنس البوقية من الفصيلة الزنبقية.

## الموئل والانتشار
موطنه بلاد الشام.